# John Elliot (scrittore)
John Herbert Elliot (Castle Hill, 4 luglio 1918 – Clifton, 14 agosto 1997) è stato uno scrittore, sceneggiatore e regista britannico attivo dal 1954 al 1993.

## Biografia
John Elliot nacque a Castle Hill il 4 luglio 1918.
Tra il 1954 e il 1960, ha sceneggiato una serie di opere teatrali televisive uniche tra cui War in the Air e A Man from the Sun. A Man from the Sun era un'opera pionieristica rivolta a un pubblico delle Indie Occidentali.
Nel 1961, ha collaborato con l'astronomo Fred Hoyle per scrivere la miniserie televisiva di fantascienza, A for Andromeda. Il successo ottenuto da A for Andromeda ha portato alla realizzazione un sequel, The Andromeda Breakthrough, nel 1962.
Dopo Andromeda, Elliot scrisse altre opere teatrali uniche per la BBC. Lasciò la società nel 1963, anche se in seguito avrebbe lavorato di nuovo con loro, producendo un concetto per la serie drammatica del 1965 Mogul (rinominata The Troubleshooters a partire dalla seconda serie) e scrivendo 29 episodi dello show. La serie fu un successo e vinse il premio TV Producers Guild nel 1966. John Elliot vinse lo Shell International Award ai BAFTA del 1971 per "il contributo più efficace alla comprensione del commercio e dell'industria", ed era stato precedentemente nominato come miglior sceneggiatore nel 1965.

### Vita privata
Il 31 agosto 1945 sposò Elizabeth Haynes, dalla quale ebbe tre figli.

### Morte
Elliot è morto a Clifton il 14 agosto 1997.

## Filmografia

### Sceneggiatore

#### Televisione
- Kingdom In The North, regia di Anthony de Lotbinière – film TV (1953)
- War in the Air – serie TV, 15 episodi (1954-1955)
- A Man from the Sun, regia di John Elliot – film TV (1956)
- The Bloodless Arena, regia di John Elliot – film TV (1957)
- The Golden Egg, regia di David Rose – film TV (1958)
- Television Playwright – serie TV, 1 episodio (1959)
- Never Die, regia di John Jacobs – film TV (1959)
- The Boy Who Carried a Torch, regia di Stephen Harrison – film TV (1960)
- Who Pays the Piper? – film TV (1960)
- BBC Sunday-Night Play – serie TV, 1 episodio (1961)
- They Met in a City – serie TV, 1 episodio (1961)
- A for Andromeda, regia di Michael Hayes – miniserie TV (1961)
- Off Centre, regia di Colin Dean – film TV (1962)
- The Andromeda Breakthrough, regia di John Elliot e John Knight – miniserie TV (1962)
- Maigret – serie TV, 1 episodio (1962)
- First Night – serie TV, 2 episodi (1963-1964)
- Love Story – serie TV, 1 episodio (1964)
- Z Cars – serie TV, 1 episodio (1965)
- Rainbow City – serie TV, 6 episodi (1967)
- A Stranger on the Hills – miniserie TV (1970)
- Doppia sentenza (Softly Softly: Task Force) – serie TV, 1 episodio (1971)
- BBC Play of the Month – serie TV, 2 episodi (1966-1971)
- Brett – serie TV, 1 episodio (1971)
- The Troubleshooters – serie TV, 136 episodi (1965-1972)
- A come Andromeda, regia di Vittorio Cottafavi – miniserie TV (1972) Soggetto
- The Shadow of the Tower, regia di vari registi – miniserie TV, 1 episodio (1972)
- Shelley, regia di Alan Bridges – film TV (1972)
- The World About Us – serie TV, 2 episodi (1972-1977)
- Play for Today – serie TV, 3 episodi (1972-1979)
- ITV Playhouse – serie TV, 1 episodio (1973)
- The Fox, regia di John King – film TV (1973) Soggetto
- La caduta delle aquile (Fall of Eagles), regia di vari registi – miniserie TV (1974)
- The Double Dealers – serie TV, 2 episodi (1974)
- Country Tales – serie TV, 1 episodio (1975)
- Leap in the Dark – serie TV, 1 episodio (1975)
- The Madness, regia di James Cellan Jones – film TV (1976)
- Centre Play – serie TV, 1 episodio (1976)
- According to Hoyle, regia di John Elliot – film TV (1977)
- Sea Tales: The Return, regia di vari registi – miniserie TV, 1 episodio (1977)
- Life at Stake – serie TV, 1 episodio (1978)
- Turning Year Tales – serie TV, 1 episodio (1979)
- Spy! – serie TV, 2 episodi (1980)
- Haunted: Tales of the Supernatural – serie TV, 1 episodio (1980) Podcast
- Escape – serie TV, 1 episodio (1980)
- The Brack Report – serie TV, 3 episodi (1982)
- Natural World – serie TV, 1 episodio (1986)
- Flying for Fun: An Affair with an Aeroplane, regia di John Elliot – film TV (1987)
- A Chance to Dance, regia di Peter Graham Scott – film TV (1993)
- A for Andromeda, regia di John Strickland – film TV (2006) Soggetto

### Produttore

#### Televisione
- Kingdom In The North, regia di Anthony de Lotbinière – film TV (1953)
- War in the Air – serie TV, 15 episodi (1954-1955)
- A Man from the Sun, regia di John Elliot – film TV (1956)
- The Golden Egg, regia di David Rose – film TV (1958)
- Television Playwright – serie TV, 1 episodio (1959)
- The Andromeda Breakthrough, regia di John Elliot e John Knight – miniserie TV (1962)
- The Double Blind – film TV (1962)
- BBC Sunday-Night Play – serie TV, 24 episodi (1963)
- Festival – serie TV, 1 episodio (1963)
- First Night – serie TV, 24 episodi (1963-1964)
- The Troubleshooters – serie TV (1965-1972)
- Rainbow City – serie TV, 3 episodi (1967)
- According to Hoyle, regia di John Elliot – film TV (1977)

### Regista

#### Televisione
- A Man from the Sun – film TV (1956) Non accreditato
- The Bloodless Arena – film TV (1957)
- The Andromeda Breakthrough, co-diretto con John Knight – miniserie TV (1962)
- Maigret – serie TV, 1 episodio (1962)
- Rainbow City – serie TV, 3 episodi (1967)
- Country Tales – serie TV, 1 episodio (1975)
- According to Hoyle – film TV (1977)
- The World About Us – serie TV, 1 episodio (1977)
- Sea Tales: The Return, regia di vari registi – miniserie TV, 1 episodio (1977)
- Turning Year Tales – serie TV, 1 episodio (1979)
- Flying for Fun: An Affair with an Aeroplane – film TV (1987)

## Opere
- A come Andromeda (A For Andromeda) (1962; in collaborazione con Fred Hoyle)
- L'insidia di Andromeda (Andromeda Breakthrough) (1964; in collaborazione con Fred Hoyle)
- MOGUL: The Making of a Myth (1970)